# Begonia afromigrata
Espèce
Begonia afromigrata est une espèce de plantes de la famille des Begoniaceae.
Ce bégonia que l'on rencontre de la Thaïlande au Laos. L'espèce a été décrite en 2011 par le botaniste Jan Jacobus Friedrich Egmond de Wilde (1932-).